# 馬路無理學園
馬路無理學園（日语：／ majimuri gakuen */?）是2018年推出的日本深夜電視劇，為馬路須加學園系列的第7季，2018年7月25日起至9月26日每星期三24:59 - 25:29（即星期四0:59 - 1:29；JST）於日本電視台播出，並同步於線上隨點視訊平台Hulu上架。該劇主要由AKB48集團成員擔當演出，與馬路須加學園系列其他作品相同，主演為小栗有以。
另外，從2018年10月19日至28日，在日本青年館表演廳上演該劇的舞台劇版，由小栗有以、岡田奈奈兩人雙主演，劇情亦與電視版有所差異。

## 概要
該劇是繼2016年第6季播出的《陪酒須加學園》之後，馬路須加學園系列的第7部作品，但與前6季在劇情上沒有延續，採全新的內容設定。AKB48 Team 8成員小栗有以在該劇首次擔當電視劇主演的角色。相對於之前的系列作品，該劇的主要背景並非設定在充滿不良少女的女校，而是男女同校的私立高中，也沒有校內充滿不良少年少女的設定，但仍有不少學生間的打鬥劇情。主場景「嵐丘學園」內，學生會親衛隊幹部的綽號是以德語的數字順序命名，與學生會對立的「華組」成員則主要以日語讀音相同的花卉做為綽號。
該劇在日本電視台播出第1集後，Hulu從第2集起較電視頻道提前一周先行播出新一集的內容。

## 劇情
在一座逐漸衰敗的新市鎮「烏托邦嵐之丘」（ユートピア嵐ヶ丘）的私立高中「嵐丘學園」（嵐ヶ丘学園），學生們有著依照雙親的職業及財產來區分的「選民」、「平民」兩大階級，選民們牢牢控制住學校的一切，並透過學生會、以及學生會底下的親衛隊，要求平民們對選民唯命是從，教師們對此無權置喙。新任的學生會會長「凱薩」更進一步下命令，要求平民「不准抬頭、低下頭去」（上を見るな、下を見ろ），平民們連舉頭仰望天空的權力都給剝奪了。
但平民們有如命運般的一切，隨著轉學生Lily的到來而開始有了改變。為了扭轉這灰暗的學生歲月，幾位平民們以Lily為中心組成了「華組」，決心對學生會發起革命。而在新市鎮山腳下的「荒地鎮」，因著對吸走他們資源的烏托邦嵐之丘的仇視，鎮上的「荒地工業高校」有人對山上的嵐丘學園開始虎視眈眈……。

## 登場人物

### 嵐丘學園

#### 華組
Lily（リリィー） / 清水 小百合
飾演 - 小栗有以（AKB48）
謎樣的轉學生。裙子的內裾繡有百合花的圖樣。拳腳功夫了得，與人決鬥時的開場白為「不准站在老娘面前」（私の前に立つんじゃねえ），打架使出大絕招前則會說「收下最後百合之花，下地獄去吧！」（百合の花を見納めに、地獄へ行きな！）。
母親因不明原因被人刺殺身亡，其哥被懷疑是弒母兇手被羈押，命案現場則遺留著一張「烏托邦嵐之丘」的消費集點卡；為追查母親遇害的真相，憑著集點卡這手上唯一的線索，而轉學到嵐丘學園。進入嵐丘學園後，不服從學生會的階級體制，另一方面為了營救身陷囹圄的哥哥，而對前來求救的校內同學們要求付錢辦事（重誠意、多少錢都可以），以籌措官司費用。曾被華組說服而領軍校內的「平民」們對學生會發起革命，欲推翻學生會對校內的專制掌控，但因Hina等人變節而失敗；事後到東京過著漂泊的日子，之後被Bara等人說服重返學校，再次與學生會對抗。在第10集之中知道母親遇害的真相。
Hina（ヒナ） / 努爾（ヌル） / 朝陽 日奈
飾演 - 岡部麟（AKB48）
華組創始成員。兼全劇敘事人。
原說服Lily對學生會發起革命，第7集尾變節成為親衛隊，第8集被凱薩任命為第零隊隊長、並以德語「零」字取綽號為「努爾」。
Bara（バラ） / 桑原 郁美
飾演 - 向井地美音（AKB48）
華組創始成員。家中在烏托邦嵐之丘開裁縫店，但家中店面在第3集之中遭茨維因縱火燒毀。最終回時因家庭因素轉校。
Sumire（スミレ） / 山本 菫
飾演 - 倉野尾成美（AKB48）
華組創始成員。在第5集之中遭到狂犬Jack以利刃刺入腹部重傷住院休養，於第8集回歸。
Tsubaki（ツバキ） / 椿木 美海
飾演 - 髙橋彩音（AKB48）

Ayame（アヤメ） / 野村 彩夢
飾演 - 山內瑞葵（AKB48）

#### 學生會
凱薩 / 神崎 亞蘭
飾演 - 本間日陽（NGT48）
學生會會長，為開發烏托邦嵐之丘的「神崎地產」社長之千金，支配着整個學校。
夢想在嵐丘學園打造自己的世界。為了擺平不服從她及學生會的Lily，利用巨額金錢接連要求荒地工業高校的「史上最強的男人們」將Lily打倒，均告失敗，但之後以類似手法成功引誘發起革命的Hina等人叛變；再以銀彈攻勢要求卍擺平華組時被拒絕，引發與荒地工業高校的全面開戰。
俾斯麥（ビスマルク） / 加藤 綾乃
飾演 - 荻野由佳（NGT48）
學生會副會長，在會內經常擔任策士的角色。
穆斯可（ムスケル） / 近藤 秀作
飾演 - 小柳友
書記長。手上經常拿著黑色權杖。
艾因茨（アインツ） / 葵 日向
飾演 - 加藤美南（NGT48）
第一隊隊長。留著金髮的雙馬尾造型，曾與凱薩有著「百合」般的關係。第6集華組欲救出Hina時倒向華組一方，第7集起成為華組一員。
茨維因（ツヴァイ） / 菊池 知子
飾演 - 谷口惠（AKB48）
第二隊隊長。對艾因茨與凱薩的親密關係有所怨念。
為了在學生會的聲譽，縱火燒毀Bara媽媽的店鋪但被揭發，而遭貶為校內比平民還低的最底階級「臭水溝」（ドブ），之後被華組策反成功，第6集起成為華組一員。
德萊伊（ドライ） / 鮫島 明
飾演 - 落合扶樹
第三隊隊長。曾因被Lily打敗而淪落為「臭水溝」，後因提供凱薩有關Lily的身世資料而重回親衛隊。

#### 新・親衛隊
菲爾 / 四谷 芽衣
飾演 - 山口真帆（NGT48）
第8集被凱薩任命為第四隊隊長。
芙恩芙（フュンフ） / 五木 愛
飾演 - 村雲颯香（NGT48）
第8集被凱薩任命為第五隊隊長。
瑟克斯（ゼクス） / 岡本 六郎
飾演 - 守屋光治
第8集被凱薩任命為第六隊隊長。
斯依奔（ズィーべン） / 君島 奈奈子
飾演 - 太野彩香（NGT48）
第8集被凱薩任命為第七隊隊長。
阿哈特（アハト） / 八重樫 美紀
飾演 - 西村菜那子（NGT48）
第8集被凱薩任命為第八隊隊長。
諾因 / 今野 九十九
飾演 - 髙橋真生（NGT48）
第8集被凱薩任命為第九隊隊長。

#### 其他
拉曼 / 後白河 法子
飾演 - 橫山由依（AKB48）
學校老師，默默的支持著華組。通稱「色情老師」（エロ先生），綽號則為法語「情人」（L' Amant）之意。
光太郎（コータロー） / 田村 光太郎
飾演 - 草野大成

### 荒地工業高校
卍 / 松本 聖子
飾演 - 瀧野由美子（STU48）
校內學生的頭子，是Lily的頭號敵人。
2年級生。家中開設鐵工廠，但因鎮上山頭開發了烏托邦嵐之丘而經營困難，導致父親自殺，因而連帶對座落於烏托邦嵐之丘的嵐丘學園充滿怨恨，也因此斷然拒絕凱薩的合作要求，與嵐丘學園全面開戰。
摺疊機（ガラケー） / 河本 智
飾演 - 城惠理子（NMB48）
1年級生，荒地工業高校的老大「河馬」之弟，自願跟隨卍。
日語原名是「加拉巴哥手機」（ガラパゴス携帯電話）的縮寫，意指1990年代後日本國內所發展出有加拉巴哥化傾向的功能型手機。
博士 / 小林 禮央
飾演 - 雨野宮將明
1年級生，卍一行人的幕後參謀，擅長發明各種決鬥用的道具。
松本 洋次
飾演 - 遠藤雄彌
卍的哥哥，在家中的鐵工廠工作。

### 東京
Mizuki（ミズキ） / 春本 瑞希
飾演 - 松岡花（HKT48）
Lily在東京漂泊時的同伴。為了幫助返校後的Lily而來到嵐丘學園。
Kasumi（カスミ） / 中越 香澄
飾演 - 小畑優奈（SKE48）
Lily在東京漂泊時的同伴。
Rira（リラ） / 夏木 莉拉
飾演 - 山本彩加（NMB48）
Lily在東京漂泊時的同伴。

### 咖啡店「I Love You｣
Lin（リン） / 林 文琴
飾演 - 馬嘉伶（AKB48）
來自台灣的留學生。
老闆 / 五十嵐 正也
飾演 - Denden

### 史上最強的男人們
河馬 / 河本 一馬
飾演 - 城戶康裕
荒地工業高校停學中的學生，管束著校內不良少年整體的老大。綽號「河馬」是因為劇中稱河馬是地表最強的哺乳類動物而命名。
死神Joe（死神ジョー） / 影山 武
飾演 - 鈴木貴之
荒地工業高校的學生，拳擊手出身。在河馬被Lily打敗後，意圖奪取校內老大的地位。
雷殘丸（雷残丸） / 雷残丸 豐
飾演 - 把瑠都
嵐丘學園一年級的留學生，校內相撲社成員。在茨維因的脅迫下，裝扮成「魔人G」在校外暗巷捉捕柔弱的同校女生做為「祭品」。
狂犬Jack（狂犬ジャック） / 犬山 慎一
飾演 - 廣瀬智紀

怪力巨猿（怪力ギガントコング） / 板谷 鐵男
飾演 - 坂口征夫

## 工作人員
- 企劃、原作：秋元康
- 劇本：丸尾丸一郎（日语：丸尾丸一郎）（劇團殺鹿（日语：劇団鹿殺し））
- 製作：八木元
- 企劃製作：植野浩之
- 總導演：佐藤東彌（日语：佐藤東弥）
- 製作人：佐藤東弥、山王丸和惠（日语：山王丸和恵）、田中咲紀
- 音樂製作：牧戶太郎（日语：牧戸太郎）
- 主題歌 - AKB48「百合會盛開嗎？」（You, Be Cool! / KING RECORDS）
- 製作公司：imageField
- 企劃製作：日本電視台
- 製作著作：「馬路無理學園」製作委員會

## 播出日程
| 集數         | 電視播出日     | 線上發布日     | 該集標題                 | 日語原題 | 編劇 | 導演 |
| ------------ | -------------- | -------------- | ------------------------ | -------- | ---- | ---- |
| 1            | 2018年 7月26日 | 2018年 7月26日 | 嵐丘上百合綻放           |          |      |      |
| 2            | 8月02日        | 7月26日        | 荒地的河馬               |          |      |      |
| 3            | 8月09日        | 8月02日        | 華組駕到！               |          |      |      |
| 4            | 8月16日        | 8月09日        | 魔人G與女劍客            |          |      |      |
| 5            | 8月23日        | 8月16日        | 給試圖掀起革命的同志們！ |          |      |      |
| 6            | 8月30日        | 8月23日        | 淚之誓師大會             |          |      |      |
| 7            | 9月6日         | 8月30日        | 革命行軍                 |          |      |      |
| 8            | 9月13日        | 9月6日         | 看不見東京的天空         |          |      |      |
| 9            | 9月20日        | 9月13日        | 莉莉被擊敗的那天         |          |      |      |
| 10（最終回） | 9月27日        | 9月20日        | 嵐丘之花散落             |          |      |      |

## 播出管道
無線電視
| 廣播區域   | 電視台     | 所屬聯播網 | 播出日期                | 播出時間                          | 備考         |
| ---------- | ---------- | ---------- | ----------------------- | --------------------------------- | ------------ |
| 關東廣域圈 | 日本電視台 | 日本電視系 | 2018年7月26日 - 9月27日 | 星期三24:59 - 25:29（星期四凌晨） | 製作台       |
| 廣島縣     | 廣島電視台 | 日本電視系 | 2018年8月6日 - 10月8日  | 星期日25:25 - 25:55（星期一凌晨） | 延遲11日播出 |

線上隨點視訊
| 平台 | 配信期間                        | 更新日時           | 備考               |
| ---- | ------------------------------- | ------------------ | ------------------ |
| Hulu | 2018年7月26日 - （第1・2集 - ） | 電視首播後立即上架 | 較電視首播提前一集 |

### 文獻
1. 1 2  . DailySports online (每日體育). 2018-06-01  [2018-06-02]. （原始内容存档于2020-08-10） （日语）. （页面存档备份，存于）
2. ↑  . modelpress (Netnative Inc.). 2018-10-19  [2018-11-03]. （原始内容存档于2019-06-05） （日语）. （页面存档备份，存于）
3. 1 2  . 電影Natalie (Natasha Inc.). 2018-06-01  [2018-06-02]. （原始内容存档于2020-10-30） （日语）. （页面存档备份，存于）
4. 1 2 3 4 5 6 7  . ORICON NEWS (oricon ME inc.). 2018-06-01  [2018-06-02]. （原始内容存档于2020-10-30） （日语）. （页面存档备份，存于）

## 外部鏈結
- 《馬路無理學園》官方網站 （页面存档备份，存于） - 日本電視台
- 《馬路無理學園》隨選視訊 （页面存档备份，存于） - Hulu
- 馬路無理學園的X（前Twitter）

| 日本電視台 星期三24:59 - 25:29（星期四凌晨） | 日本電視台 星期三24:59 - 25:29（星期四凌晨） | 日本電視台 星期三24:59 - 25:29（星期四凌晨） |
| -------------------------------------------- | -------------------------------------------- | -------------------------------------------- |
|                                              | 馬路無理學園 （2018年7月26日 - 9月27日）     |                                              |
| Nittele Push                                 | 傳奇王子                                     |                                              |